# Liste des médaillés aux Jeux olympiques d'été de 1992
Cet article liste les athlètes ayant remporté une médaille aux Jeux olympiques d'été de 1992 à Barcelone en Espagne du 25 juillet au 9 août 1992.

## Athlétisme
| Épreuves          | Or | Argent                                                                                             | Bronze                                                                                             |
| ----------------- | --- | -------------------------------------------------------------------------------------------------- | -------------------------------------------------------------------------------------------------- |
| Hommes            | | | |
| 100 m             | Linford Christie (GBR) | Frank Fredericks (NAM)                                                                             | Dennis Mitchell (USA)                                                                              |
| 200 m             | Michael Marsh (USA) | Frank Fredericks (NAM)                                                                             | Michael Bates (USA)                                                                                |
| 400 m             | Quincy Watts (USA) | Steve Lewis (USA)                                                                                  | Samson Kitur (KEN)                                                                                 |
| 800 m             | William Tanui (KEN) | Nixon Kiprotich (KEN)                                                                              | Johnny Gray (USA)                                                                                  |
| 1 500 m           | Fermín Cacho (ESP) | Rachid el-Basir (MAR)                                                                              | Mohamed Suleiman (QAT)                                                                             |
| 5 000 m           | Dieter Baumann (GER) | Paul Bitok (KEN)                                                                                   | Fita Bayisa (ETH)                                                                                  |
| 10 000 m          | Khalid Skah (MAR) | Richard Chelimo (KEN)                                                                              | Addis Abebe (ETH)                                                                                  |
| Marathon          | Hwang Young-cho (KOR) | Kōichi Morishita (JPN)                                                                             | Stephan Freigang (GER)                                                                             |
| 110 m haies       | Mark McKoy (CAN) | Tony Dees (USA)                                                                                    | Jack Pierce (USA)                                                                                  |
| 400 m haies       | Kevin Young (USA) | Amadou Dia Ba (SEN)                                                                                | Edwin Moses (USA)                                                                                  |
| 3 000 m steeple   | Matthew Birir (KEN) | Patrick Sang (KEN)                                                                                 | William Mutwol (KEN)                                                                               |
| Relais 4 × 100 m  | États-Unis Leroy Burrell James Jett Carl Lewis Michael Marsh Dennis Mitchell                                                 | Nigeria Olapade Adeniken Davidson Ezinwa Osmond Ezinwa Chidi Imoh Oluyemi Kayode                   | Cuba Jorge Luis Aguilera Joel Isasi Joel Lamela Andrés Simón                                       |
| Relais 4 × 400 m  | États-Unis Darnell Hall Charles Jenkins Michael Johnson Steve Lewis Andrew Valmon Quincy Watts                               | Cuba Roberto Hernández Héctor Herrera Lázaro Martínez Norberto Téllez                              | Grande-Bretagne Kriss Akabusi Roger Black David Grindley Du'aine Ladejo John Regis Mark Richardson |
| 20 km marche      | Daniel Plaza (ESP) | Guillaume Leblanc (CAN)                                                                            | Giovanni De Benedictis (ITA)                                                                       |
| 50 km marche      | Andrey Perlov (EUN) | Carlos Mercenario (MEX)                                                                            | Ronald Weigel (GER)                                                                                |
| Saut en hauteur   | Javier Sotomayor (CUB) | Patrik Sjöberg (SWE)                                                                               | Hollis Conway (USA) Tim Forsyth (AUS) Artur Partyka (POL)                                          |
| Saut en longueur  | Carl Lewis (USA) | Mike Powell (USA)                                                                                  | Joe Greene (USA)                                                                                   |
| Saut à la perche  | Maksim Tarasov (EUN) | Rodion Gataullin (EUN)                                                                             | Javier García (ESP)                                                                                |
| Triple saut       | Mike Conley (USA) | Charles Simpkins (USA)                                                                             | Frank Rutherford (BAH)                                                                             |
| Lancer du poids   | Mike Stulce (USA) | Jim Doehring (USA)                                                                                 | Vyacheslav Lykho (EUN)                                                                             |
| Lancer du disque  | Romas Ubartas (LTU) | Jürgen Schult (GER)                                                                                | Roberto Moya (CUB)                                                                                 |
| Lancer du marteau | Andrey Abduvaliyev (EUN) | Ihar Astapkovich (EUN)                                                                             | Igor Nikulin (EUN)                                                                                 |
| Lancer du javelot | Jan Železný (TCH) | Seppo Räty (FIN)                                                                                   | Steve Backley (GBR)                                                                                |
| Décathlon         | Robert Změlík (TCH) | Antonio Peñalver (ESP)                                                                             | Dave Johnson (USA)                                                                                 |
| Femmes            | | | |
| 100 m             | Gail Devers (USA) | Juliet Cuthbert (JAM)                                                                              | Irina Privalova (EUN)                                                                              |
| 200 m             | Gwen Torrence (USA) | Juliet Cuthbert (JAM)                                                                              | Merlene Ottey (JAM)                                                                                |
| 400 m             | Marie-José Pérec (FRA) | Olha Bryzhina (EUN)                                                                                | Ximena Restrepo (COL)                                                                              |
| 800 m             | Ellen van Langen (NED) | Nixon Kiprotich (EUN)                                                                              | Ana Fidelia Quirot (CUB)                                                                           |
| 1 500 m           | Hassiba Boulmerka (ALG) | Lyudmila Rogachova (EUN)                                                                           | Qu Yunxia (CHN)                                                                                    |
| 3 000 m           | Yelena Romanova (EUN) | Tetyana Samoylenko (EUN)                                                                           | Angela Chalmers (CAN)                                                                              |
| 10 000 m          | Derartu Tulu (ETH) | Elana Meyer (RSA)                                                                                  | Lynn Jennings (USA)                                                                                |
| 100 m haies       | Voúla Patoulídou (GRE) | LaVonna Martin (USA)                                                                               | Yordanka Donkova (BUL)                                                                             |
| 400 m haies       | Sally Gunnell (GBR) | Sandra Farmer-Patrick (USA)                                                                        | Janeene Vickers (USA)                                                                              |
| Relais 4 × 100 m  | États-Unis Evelyn Ashford Michelle Finn Carlette Guidry Esther Jones Gwen Torrence                                           | Équipe unifiée de l'ex-URSS Olga Bogoslovskaya Galina Malchugina Irina Privalova Galina Malchugina | Cuba Faith Idehen Mary Onyali Christy Opara-Thompson Beatrice Utondu                               |
| Relais 4 × 400 m  | Équipe unifiée de l'ex-URSS Olha Bryzhina Lyudmyla Dzhyhalova Olga Nazarova Liliya Nurutdinova Yelena Ruzina Marina Shmonina | États-Unis Denean Hill Natasha Kaiser Jearl Miles Rochelle Stevens Gwen Torrence Dannette Young    | Grande-Bretagne Sandra Douglas Sally Gunnell Phylis Smith Jennifer Stoute                          |
| 10 km marche      | Chen Yueling (CHN) | Yelena Nikolayeva (EUN)                                                                            | Li Chunxiu (CHN)                                                                                   |
| Saut en hauteur   | Heike Henkel (GER) | Alina Astafei (ROU)                                                                                | Ioamnet Quintero (CUB)                                                                             |
| Saut en longueur  | Heike Drechsler (GER) | Inessa Kravets (EUN)                                                                               | Jackie Joyner-Kersee (USA)                                                                         |
| Lancer du poids   | Svetlana Krivelyova (EUN) | Huang Zhihong (CHN)                                                                                | Kathrin Neimke (GER)                                                                               |
| Lancer du disque  | Maritza Martén (CUB) | Tsvetanka Hristova (BUL)                                                                           | Daniela Costian (AUS)                                                                              |
| Lancer du javelot | Silke Renk (GER) | Natalya Shikolenko (EUN)                                                                           | Karen Forkel (GER)                                                                                 |
| Heptathlon        | Jackie Joyner-Kersee (USA)                                                                                                   | Irina Belova (EUN)                                                                                 | Sabine Braun (GER)                                                                                 |

## Aviron
| Épreuves            | Or | Argent | Bronze |
| ------------------- | --- | --- | --- |
| Hommes              | | | |
| Skiff               | Thomas Lange (GER) | Václav Chalupa (TCH) | Kajetan Broniewski (POL) |
| Deux de couple      | Australie Peter Antonie Stephen Hawkins | Autriche Arnold Jonke Christoph Zerbst | Pays-Bas Nico Rienks Henk-Jan Zwolle |
| Quatre de couple    | Allemagne Andreas Hajek Michael Steinbach Stephan Volkert André Willms                                                                            | Norvège Lars Bjønness Per Sætersdal Rolf Thorsen Kjetil Undset                                                                            | Italie Alessandro Corona Gianluca Farina Rossano Galtarossa Filippo Soffici                                                                                 |
| Deux sans barreur   | Grande-Bretagne Matthew Pinsent Steve Redgrave | Allemagne Peter Hoeltzenbein Colin von Ettingshausen                                                                                      | Slovénie Iztok Čop Denis Žvegelj |
| Quatre sans barreur | Australie Andrew Cooper Nicholas Green Mike McKay James Tomkins                                                                                   | États-Unis Thomas Bohrer Doug Burden Patrick Manning Jeffrey McLaughlin                                                                   | Slovénie Milan Janša Janez Klemenčič Sašo Mirjanič Sadik Mujkič                                                                                             |
| Deux avec barreur   | Grande-Bretagne Garry Herbert Greg Searle Jonny Searle                                                                                            | Italie Carmine Abbagnale Giuseppe Abbagnale Giuseppe Di Capua                                                                             | Roumanie Dimitrie Popescu Dumitru Răducanu Neculai Țaga |
| Quatre avec barreur | Roumanie Dimitrie Popescu Dumitru Răducanu Iulică Ruican Neculai Țaga Viorel Talapan                                                              | Allemagne Ralf Brudel Karsten Finger Uwe Kellner Thoralf Peters Hendrik Reiher                                                            | Pologne Michał Cieślak Wojciech Jankowski Maciej Łasicki Jacek Streich Tomasz Tomiak                                                                        |
| Huit                | Canada Darren Barber Andrew Crosby Michael Forgeron Robert Marland Terrence Paul Derek Porter Michael Rascher Bruce Robertson John Wallace        | Roumanie Dănuț Dobre Marin Gheorghe Claudiu Marin Vasile Mastacan Vasile Nastase Valentin Robu ]Iulică Ruican Viorel Talapan Ioan Vizitiu | Allemagne Roland Baar Armin Eichholz Detlef Kirchhoff Manfred Klein Bahne Rabe Frank Richter Hans Sennewald Thorsten Streppelhoff Ansgar Wessling           |
| Femmes              | | | |
| Skiff               | Elisabeta Lipă (ROU) | Annelies Bredael (BEL) | Magdalena Georgieva (CAN) |
| Deux de couple      | Allemagne Kathrin Boron Kerstin Köppen | Roumanie Veronica Cogeanu Elisabeta Lipă                                                                                                  | Chine Gu Xiaoli Lu Huali |
| Quatre de couple    | Allemagne Kerstin Müller Kristina Mundt Birgit Peter Sybille Schmidt                                                                              | Roumanie Constanța Burcică Veronica Cogeanu Anişoara Dobre Doina Ignat                                                                    | Équipe unifiée de l'ex-URSS Ekaterina Karsten Elena Khloptseva Tetiana Ustiuzhanina Antonina Zelikovitch                                                    |
| Deux sans barreur   | Canada Kathleen Heddle Marnie McBean | Allemagne Ingeburg Schwerzmann Stefani Werremeier                                                                                         | États-Unis Stephanie Maxwell-Pierson Anna Seaton |
| Quatre sans barreur | Canada Kirsten Barnes Jessica Monroe Brenda Taylor Kay Worthington                                                                                | États-Unis Shelagh Donohoe Cynthia Eckert Carol Feeney Amy Fuller                                                                         | Allemagne Antje Frank Annette Hohn Gabriele Mehl Birte Siech                                                                                                |
| Huit                | Canada Kirsten Barnes Shannon Crawford Megan Delehanty Kathleen Heddle Marnie McBean Jessica Monroe Brenda Taylor Lesley Thompson Kay Worthington | Roumanie Adriana Bazon Iulia Bulie Elena Georgescu Victoria Lepădatu Veronica Necula Ioana Olteanu Maria Pădurariu Doina Robu Doina Șnep  | Allemagne Sylvia Dördelmann Kathrin Haacker Christiane Harzendorf Daniela Neunast Cerstin Petersmann Dana Pyritz Annegret Strauch Ute Schell Judith Zeidler |

## Badminton
| Épreuves         | Or                                          | Argent                              | Bronze                                  |
| ---------------- | ------------------------------------------- | ----------------------------------- | --------------------------------------- |
| Simple messieurs | Alan Budikusuma (INA)                       | Ardy Wiranata (INA)                 | Thomas Stuer-Lauridsen (DEN)            |
| Simple messieurs | Alan Budikusuma (INA)                       | Ardy Wiranata (INA)                 | Hermawan Susanto (INA)                  |
| Simple dames     | Susi Susanti (INA)                          | Bang Soo-hyun (KOR)                 | Huang Hua (CHN)                         |
| Simple dames     | Susi Susanti (INA)                          | Bang Soo-hyun (KOR)                 | Tang Jiuhong (CHN)                      |
| Double messieurs | Corée du Sud Kim Moon-soo Park Joo-bong     | Indonésie Rudy Gunawan Eddy Hartono | Chine Li Yongbo Tian Bingyi             |
| Double messieurs | Corée du Sud Kim Moon-soo Park Joo-bong     | Indonésie Rudy Gunawan Eddy Hartono | Malaisie Jalani Sidek Razif Sidek       |
| Double dames     | Corée du Sud Chung So-young Hwang Hye-young | Chine Guan Weizhen Nong Qunhua      | Chine Lin Yanfen Yao Fen                |
| Double dames     | Corée du Sud Chung So-young Hwang Hye-young | Chine Guan Weizhen Nong Qunhua      | Corée du Sud Gil Young-ah Shim Eun-jung |

## Baseball
| Épreuves         | Or | Argent | Bronze |
| ---------------- | --- | --- | --- |
| Tournoi masculin | Cuba Omar Ajete Rolando Arrojo José Raúl Delgado Diez Giorge Diaz Loren Osvaldo Fernández José Estrada González Lourdes Gourriel Orlando Hernández Alberto Hernández Orestes Kindelán Omar Linares Germán Mesa Víctor Mesa Antonio Pacheco Massó Juan Padilla Luis Ulacia Ermidelio Urrutia Jorge Luis Valdés Lázaro Vargas | Taipei chinois Chang Cheng-hsien Chang Wen-chung Chang Yaw-teing Chen Chi-hsin Chen Wei-chen Chiang Tai-chuan Huang Chung-yi Huang Wen-po Jong Yeu-jeng Ku Kuo-chian Kuo Lee Chien-fu Liao Ming-hsiung Lin Chao-huang Lin Kun-han Lo Chen-jung Lo Kuo-chong Pai Kun-hong Tsai Ming-hung Wang Kuang-shih Wu Shih-hsih | Japon Tomohito Ito Shinichiro Kawabata Masahito Kohiyama Hirotami Kojima Hiroki Kokubo Takashi Miwa Hiroshi Nakamoto Masafumi Nishi Kazutaka Nishiyama Koichi Oshima Hiroyuki Sakaguchi Shinichi Sato Yasuhiro Sato Masanori Sugiura Kento Sugiyama Yasunori Takami Akihiro Togo Koji Tokunaga Shigeki Wakabayashi Katsumi Watanabe |

## Basket-ball
| Épreuves         | Or | Argent | Bronze |
| ---------------- | --- | --- | --- |
| Tournoi masculin | États-Unis Charles Barkley Larry Bird Clyde Drexler Patrick Ewing Magic Johnson Michael Jordan Christian Laettner Karl Malone Chris Mullin Scottie Pippen David Robinson John Stockton                                               | Croatie Vladan Alanović Franjo Arapović Danko Cvjetičanin Alan Gregov Arijan Komazec Toni Kukoč Aramis Naglić Velimir Perasović Dražen Petrović Dino Rađa Žan Tabak Stojko Vranković | Lituanie Romanas Brazdauskis Valdemaras Chomičius Darius Dimavičius Gintaras Einikis Sergėjus Jovaiša Artūras Karnišovas Gintaras Krapikas Rimas Kurtinaitis Šarūnas Marčiulionis Alvydas Pazdrazdis Arvydas Sabonis Arūnas Visockas |
| Tournoi féminin  | Équipe unifiée de l'ex-URSS Elena Baranova Elen Bunatyants Irina Gerlits Ielena Khoudachova Irina Minkh Alena Chvaïbovitch Irina Sumnikova Marina Tkatchenko Yelena Tornikidu Svetlana Zaboluyeva Natalia Zassoulskaïa Yelena Zhirko | Chine Cong Xuedi He Jun Li Dongmei Li Xin Liu Jun Liu Qing Peng Ping Wang Fang Zhan Shuping Zheng Dongmei Zheng Haixia Zheng Xiulin                                                  | États-Unis Vicky Bullett Daedra Charles Cynthia Cooper Clarissa Davis Medina Dixon Teresa Edwards Tammy Jackson Carolyn Jones Katrina McClain Suzanne McConnell Vickie Orr Teresa Weatherspoon                                       |

## Boxe
| Épreuves                            | Or                      | Argent                      | Bronze                      |
| ----------------------------------- | ----------------------- | --------------------------- | --------------------------- |
| Hommes                              |                         |                             |                             |
| Poids mi-mouches Moins de 48 kg     | Rogelio Marcelo (CUB)   | Daniel Petrov (BUL)         | Jan Quast (GER)             |
| Poids mi-mouches Moins de 48 kg     | Rogelio Marcelo (CUB)   | Daniel Petrov (BUL)         | Roel Velasco (PHI)          |
| Poids mouches Moins de 51 kg        | Choi Chol-su (PRK)      | Raúl González (CUB)         | Timothy Austin (USA)        |
| Poids mouches Moins de 51 kg        | Choi Chol-su (PRK)      | Raúl González (CUB)         | István Kovács (HUN)         |
| Poids coqs Moins de 54 kg           | Joel Casamayor (CUB)    | Wayne McCullough (IRL)      | Mohamed Achik (MAR)         |
| Poids coqs Moins de 54 kg           | Joel Casamayor (CUB)    | Wayne McCullough (IRL)      | Li Gwang-sik (PRK)          |
| Poids plumes Moins de 57 kg         | Andreas Tews (GER)      | Faustino Reyes (ESP)        | Ramazan Paliani (EUN)       |
| Poids plumes Moins de 57 kg         | Andreas Tews (GER)      | Faustino Reyes (ESP)        | Hocine Soltani (ALG)        |
| Poids légers Moins de 60 kg         | Oscar de la Hoya (USA)  | Marco Rudolph (GER)         | Namjilyn Bayarsaikhan (MGL) |
| Poids légers Moins de 60 kg         | Oscar de la Hoya (USA)  | Marco Rudolph (GER)         | Hong Sung-sik (KOR)         |
| Poids super-légers Moins de 63,5 kg | Héctor Vinent (CUB)     | Mark Leduc (CAN)            | Leonard Doroftei (ROU)      |
| Poids super-légers Moins de 63,5 kg | Héctor Vinent (CUB)     | Mark Leduc (CAN)            | Jyri Kjäll (FIN)            |
| Poids welters Moins de 67 kg        | Michael Carruth (IRL)   | Juan Hernández Sierra (CUB) | Aníbal Acevedo (PUR)        |
| Poids welters Moins de 67 kg        | Michael Carruth (IRL)   | Juan Hernández Sierra (CUB) | Arkhom Chenglai (THA)       |
| Poids super-welters Moins de 71 kg  | Juan Carlos Lemus (CUB) | Orhan Delibaş (NED)         | György Mizsei (HUN)         |
| Poids super-welters Moins de 71 kg  | Juan Carlos Lemus (CUB) | Orhan Delibaş (NED)         | Robin Reid (GBR)            |
| Poids moyens Moins de 75 kg         | Ariel Hernández (CUB)   | Chris Byrd (USA)            | Chris Johnson (CAN)         |
| Poids moyens Moins de 75 kg         | Ariel Hernández (CUB)   | Chris Byrd (USA)            | Lee Seung-bae (KOR)         |
| Poids mi-lourds Moins de 81 kg      | Torsten May (GER)       | Rostislav Zaoulichniy (EUN) | Wojciech Bartnik (POL)      |
| Poids mi-lourds Moins de 81 kg      | Torsten May (GER)       | Rostislav Zaoulichniy (EUN) | Zoltán Béres (HUN)          |
| Poids lourds Moins de 91 kg         | Félix Savón (CUB)       | David Izonritei (NGR)       | David Tua (NZL)             |
| Poids lourds Moins de 91 kg         | Félix Savón (CUB)       | David Izonritei (NGR)       | Arnold Vanderlyde (NED)     |
| Poids super-lourds Plus de 91 kg    | Roberto Balado (CUB)    | Richard Igbineghu (NGR)     | Brian Nielsen (DEN)         |
| Poids super-lourds Plus de 91 kg    | Roberto Balado (CUB)    | Richard Igbineghu (NGR)     | Svilen Rusinov (BUL)        |

## Canoë-kayak

### Course en ligne
| Épreuves   | Or                                                                   | Argent                                                                 | Bronze                                                              |
| ---------- | -------------------------------------------------------------------- | ---------------------------------------------------------------------- | ------------------------------------------------------------------- |
| Hommes     |                                                                      |                                                                        |                                                                     |
| C1 500 m   | Nikolay Bukhalov (BUL)                                               | Michał Śliwiński (EUN)                                                 | Olaf Heukrodt (GER)                                                 |
| C1 1 000 m | Nikolay Bukhalov (BUL)                                               | Ivans Klementjevs (LAT)                                                | György Zala (HUN)                                                   |
| C2 500 m   | Équipe unifiée Dmitri Dovgalenok Aleksandr Maseikov                  | Allemagne Ulrich Papke Ingo Spelly                                     | Bulgarie Martin Marinov Blagovest Stoyanov                          |
| C2 1 000 m | Allemagne Ulrich Papke Ingo Spelly                                   | Danemark Christian Frederiksen Arne Nielsson                           | France Olivier Boivin Didier Hoyer                                  |
| K1 500 m   | Mikko Kolehmainen (FIN)                                              | Zsolt Gyulay (HUN)                                                     | Knut Holmann (NOR)                                                  |
| K1 1 000 m | Clint Robinson (AUS)                                                 | Knut Holmann (NOR)                                                     | Greg Barton (USA)                                                   |
| K2 500 m   | Allemagne Kay Bluhm Torsten Gutsche                                  | Pologne Maciej Freimut Wojciech Kurpiewski                             | Italie Bruno Dreossi Antonio Rossi                                  |
| K2 1 000 m | Allemagne Kay Bluhm Torsten Gutsche                                  | Suède Gunnar Olsson Karl Sundqvist                                     | Pologne Dariusz Białkowski Grzegorz Kotowicz                        |
| K4 1 000 m | Allemagne Oliver Kegel Thomas Reineck Mario von Appen André Wohllebe | Hongrie Attila Ábrahám Ferenc Csipes László Fidel Zsolt Gyulay         | Australie Ramon Andersson Kelvin Graham Ian Rowling Steven Wood     |
| Femmes     |                                                                      |                                                                        |                                                                     |
| K1 500 m   | Birgit Fischer (GER)                                                 | Rita Kőbán (HUN)                                                       | Izabela Dylewska (POL)                                              |
| K2 500 m   | Allemagne Ramona Portwich Anke von Seck                              | Suède Agneta Andersson Susanne Wiberg-Gunnarsson                       | Hongrie Éva Dónusz Rita Kőbán                                       |
| K4 500 m   | Hongrie Kinga Czigány Éva Dónusz Rita Kőbán Erika Mészáros           | Allemagne Katrin Borchert Birgit Fischer Ramona Portwich Anke von Seck | Suède Agneta Andersson Maria Haglund Anna Olsson Susanne Rosenqvist |

### Slalom
| Épreuves | Or                                      | Argent                                    | Bronze                               |
| -------- | --------------------------------------- | ----------------------------------------- | ------------------------------------ |
| Hommes   |                                         |                                           |                                      |
| C1       | Lukáš Pollert (TCH)                     | Gareth Marriott (GBR)                     | Jacky Avril (FRA)                    |
| C2       | États-Unis Joe Jacobi Scott Strausbaugh | Tchécoslovaquie Jiří Rohan Miroslav Šimek | France Frank Adisson Wilfrid Forgues |
| K1       | Pierpaolo Ferrazzi (ITA)                | Sylvain Curinier (FRA)                    | Jochen Lettmann (GER)                |
| Femmes   |                                         |                                           |                                      |
| K1       | Elisabeth Micheler-Jones (GER)          | Danielle Woodward (AUS)                   | Dana Chladek (USA)                   |

## Cyclisme

### Piste
| Épreuves               | Or                                                                                 | Argent                                                              | Bronze                                                                    |
| ---------------------- | ---------------------------------------------------------------------------------- | ------------------------------------------------------------------- | ------------------------------------------------------------------------- |
| Hommes                 |                                                                                    |                                                                     |                                                                           |
| Course aux points      | Giovanni Lombardi (ITA)                                                            | Léon van Bon (NED)                                                  | Cédric Mathy (BEL)                                                        |
| Kilomètre              | José Manuel Moreno (ESP)                                                           | Shane Kelly (AUS)                                                   | Erin Hartwell (USA)                                                       |
| Poursuite individuelle | Chris Boardman (GBR)                                                               | Jens Lehmann (GER)                                                  | Gary Anderson (AUS)                                                       |
| Poursuite par équipes  | Allemagne Guido Fulst Michael Glöckner Jens Lehmann Stefan Steinweg Andreas Walzer | Australie Brett Aitken Stephen McGlede Shaun O'Brien Stuart O'Grady | Danemark Ken Frost Klaus Kynde Jimmi Madsen Jan Petersen Michael Sandstød |
| Vitesse individuelle   | Jens Fiedler (GER)                                                                 | Gary Neiwand (AUS)                                                  | Curt Harnett (CAN)                                                        |
| Femmes                 |                                                                                    |                                                                     |                                                                           |
| Vitesse individuelle   | Erika Salumäe (EST)                                                                | Annett Neumann (GER)                                                | Ingrid Haringa (NED)                                                      |
| Poursuite individuelle | Petra Rossner (GER)                                                                | Kathy Watt (AUS)                                                    | Rebecca Twigg (USA)                                                       |

### Route
| Épreuves                     | Or                                                               | Argent                                                              | Bronze                                                                        |
| ---------------------------- | ---------------------------------------------------------------- | ------------------------------------------------------------------- | ----------------------------------------------------------------------------- |
| Hommes                       |                                                                  |                                                                     |                                                                               |
| Course en ligne              | Fabio Casartelli (ITA)                                           | Erik Dekker (NED)                                                   | Dainis Ozols (LAT)                                                            |
| Contre-la-montre par équipes | Allemagne Bernd Dittert Christian Meyer Uwe Peschel Michael Rich | Italie Flavio Anastasia Luca Colombo Gianfranco Contri Andrea Peron | France Hervé Boussard Didier Faivre-Pierret Philippe Gaumont Jean-Louis Harel |
| Femmes                       |                                                                  |                                                                     |                                                                               |
| Course en ligne              | Kathy Watt (AUS)                                                 | Jeannie Longo (FRA)                                                 | Monique Knol (NED)                                                            |

## Équitation
| Épreuves                     | Or | Argent | Bronze |
| ---------------------------- | --- | --- | --- |
| Concours complet individuel  | Matthew Ryan sur Kibah Tic Toc (AUS)                                                                                           | Herbert Blöcker sur Feine Dame (GER) | Blyth Tait sur Messiah (NZL) |
| Concours complet par équipes | Australie David Green sur Duncan II Andrew Hoy sur Kiwi Gillian Rolton sur Peppermint Grove Matthew Ryan sur Kibah Tic Toc     | Nouvelle-Zélande Vicky Latta sur Chief Andrew Nicholson sur Spinning Rhombu Blyth Tait sur Messiah Mark Todd sur Welton Greylag         | Allemagne Matthias Baumann sur Alabaster Herbert Blöcker sur Feine Dame Ralf Ehrenbrink sur Kildare II Cord Mysegaes sur Ricardo     |
| Dressage individuel          | Nicole Uphoff sur Rembrandt (GER)                                                                                              | Isabell Werth sur Gigolo FRH (GER) | Klaus Balkenhol sur Goldstern (GER)                                                                                                  |
| Dressage par équipes         | Allemagne Klaus Balkenhol sur Goldstern Monica Theodorescu sur Grunox Nicole Uphoff sur Rembrandt Isabell Werth sur Gigolo FRH | Pays-Bas Maria Bartels de Vries sur Courage Ellen Bontje sur Larius Annemarie Sanders-Keyzer sur Montreux Anky van Grunsven sur Bonfire | États-Unis Charlotte Bredahl sur Monsieur Robert Dover sur Lectron Carol Lavell sur Gifted Michael Poulin sur Graf George            |
| Saut d'obstacles individuel  | Ludger Beerbaum sur Classic Touch (GER)                                                                                        | Piet Raymakers sur Ratina Z (NED) | Norman Dello Joio sur Irish (USA) |
| Saut d'obstacles par équipes | Pays-Bas Jos Lansink sur Egano Piet Raymakers sur Ratina Z Bert Romp sur Waldo E Jan Tops sur Top Gun La Silla                 | Autriche Boris Boor sur Love Me Tender Thomas Frühmann sur Genius Jörg Münzner sur Graf Grande Hugo Simon sur Apricot D                 | France Hubert Bourdy sur Razzina du Poncel Hervé Godignon sur Quidam de Revel Éric Navet sur Quito de Baussy Michel Robert sur Nonix |

## Escrime
| Épreuves           | Or | Argent                                                                                       | Bronze                                                                                                  |
| ------------------ | --- | -------------------------------------------------------------------------------------------- | --- |
| Hommes             | |                                                                                              | |
| Épée individuel    | Éric Srecki (FRA)                                                                                                  | Pavel Kolobkov (EUN)                                                                         | Jean-Michel Henry (FRA)                                                                                 |
| Épée par équipe    | Allemagne Elmar Borrmann Robert Felisiak Arnd Schmitt Uwe Proske Wladimir Resnitschenko                            | Hongrie Iván Kovács Krisztián Kulcsár Ferenc Hegedűs Ernő Kolczonay Gábor Totola             | Équipe unifiée Pavel Kolobkov Andrei Chouvalov Sergueï Kravtchouk Sergueï Kostarev Valeriy Zakharevitch |
| Fleuret individuel | Philippe Omnès (FRA)                                                                                               | Serhiy Holubytskyy (EUN)                                                                     | Elvis Gregory (CUB)                                                                                     |
| Fleuret par équipe | Allemagne Alexander Koch Ulrich Schreck Udo Wagner Thorsten Weidner Ingo Weißenborn                                | Cuba Guillermo Betancourt Tulio Díaz Hermenegildo García Oscar García Elvis Gregory          | Pologne Piotr Kiełpikowski Adam Krzesiński Cezary Siess Ryszard Sobczak Marian Sypniewski               |
| Sabre individuel   | Bence Szabó (HUN)                                                                                                  | Marco Marin (ITA)                                                                            | Jean-François Lamour (FRA)                                                                              |
| Sabre par équipe   | Équipe unifiée de l'ex-URSS Vadym Gutzeit Grigori Kirienko Heorhiy Pohosov Stanislav Pozdniakov Aleksandr Chirchov | Hongrie Péter Abay Imre Bujdosó Csaba Köves György Nébald Bence Szabó                        | France Jean-Philippe Daurelle Franck Ducheix Hervé Granger-Veyron Pierre Guichot Jean-François Lamour   |
| Femmes             | |                                                                                              | |
| Fleuret individuel | Giovanna Trillini (ITA)                                                                                            | Wang Huifeng (CHN)                                                                           | Tatyana Sadovskaya (EUN)                                                                                |
| Fleuret par équipe | Italie Francesca Bortolozzi-Borella Diana Bianchedi Giovanna Trillini Dorina Vaccaroni Margherita Zalaffi          | Allemagne Sabine Bau Annette Dobmeier Anja Fichtel Zita-Eva Funkenhauser Monika Weber-Koszto | Roumanie Laura Badea Roxana Dumitrescu Claudia Grigorescu Reka Zsofia Lazăr-Szabo Elisabeta Tufan       |

## Football
| Épreuves         | Or | Argent | Bronze |
| ---------------- | --- | --- | --- |
| Tournoi masculin | Espagne José Emilio Amavisca Rafael Berges Santiago Cañizares Abelardo Fernández Albert Ferrer Pep Guardiola Miguel Hernández Toni Jiménez Mikel Lasa Juan Manuel López Javier Manjarín Luis Enrique Kiko Paqui Alfonso Pérez Antonio Pinilla Francisco Soler Atencia Gabriel Vidal Roberto Solozábal David Villabona | Pologne Dariusz Adamczuk Marek Bajor Jerzy Brzęczek Dariusz Gęsior Marcin Jałocha Andrzej Juskowiak Aleksander Kłak Andrzej Kobylański Dariusz Koseła Wojciech Kowalczyk Marek Koźmiński Tomasz Łapiński Grzegorz Mielcarski Arkadiusz Onyszko Ryszard Staniek Piotr Świerczewski Dariusz Szubert Tomasz Wałdoch Mirosław Waligóra Tomasz Wieszczycki | Ghana Joachim Yaw Acheampong Simon Addo Sammi Adjei Maxwell Konadu Mamood Amadu Isaac Asare Frank Amankwah Nii Lamptey Bernard Aryee Kwame Ayew Mohammed Gargo Mohammed Dramani Kalilu Ibrahim Dossey Samuel Kuffour Ablade Kumah Anthony Mensah Alex Nyarko Yaw Preko Shamo Quaye Oli Rahman |

## Gymnastique

### Artistique
| Épreuves                    | Or | Argent                                                                                             | Bronze                                                                                                  |
| --------------------------- | --- | -------------------------------------------------------------------------------------------------- | --- |
| Hommes                      | | | |
| Concours par équipes        | Équipe unifiée de l'ex-URSS Valery Belenky Ihor Korobchynskyy Hryhoriy Misyutin Vitaly Scherbo Rustam Sharipov Aleksey Voropayev | Chine Guo Linyao Li Chunyang Li Dashuang Li Ge Li Jing Li Xiaoshuang                               | Japon Yutaka Aihara Takashi Chinen Yoshiaki Hatakeda Yukio Iketani Masayuki Matsunaga Daisuke Nishikawa |
| Concours général individuel | Vitaly Scherbo (EUN) | Hryhoriy Misyutin (EUN)                                                                            | Valery Belenky (EUN)                                                                                    |
| Sol                         | Li Xiaoshuang (CHN) | Yukio Iketani (JPN) Hryhoriy Misyutin (EUN)                                                        | - |
| Cheval d'arçon              | Pae Gil-su (PRK) Vitaly Scherbo (EUN)                                                                                            | -                                                                                                  | Andreas Wecker (GER)                                                                                    |
| Anneaux                     | Vitaly Scherbo (EUN) | Li Jing (CHN)                                                                                      | Li Xiaoshuang (CHN) Andreas Wecker (GER)                                                                |
| Saut de cheval              | Vitaly Scherbo (EUN) | Hryhoriy Misyutin (EUN)                                                                            | Yoo Ok-ryul (KOR)                                                                                       |
| Barres parallèles           | Vitaly Scherbo (EUN) | Li Jing (CHN)                                                                                      | Guo Linyao (CHN) Ihor Korobchynskyy (EUN) Masayuki Matsunaga (JPN)                                      |
| Barre fixe                  | Trent Dimas (USA) | Hryhoriy Misyutin (EUN) Andreas Wecker (GER)                                                       | - |
| Femmes                      | | | |
| Concours par équipes        | Équipe unifiée de l'ex-URSS Svetlana Boginskaya Oksana Chusovitina Roza Galieva Elena Grudneva Tetyana Hutsu Tetyana Lysenko     | Roumanie Cristina Bontaș Gina Gogean Vanda Hădărean Lavinia Miloșovici Maria Neculiță Mirela Pașca | États-Unis Wendy Bruce Dominique Dawes Shannon Miller Betty Okino Kerri Strug Kim Zmeskal               |
| Concours général individuel | Tetyana Hutsu (EUN) | Shannon Miller (USA)                                                                               | Lavinia Miloșovici (ROU)                                                                                |
| Saut de cheval              | Lavinia Miloșovici (ROU) Henrietta Ónodi (HUN)                                                                                   | -                                                                                                  | Tetyana Lysenko (EUN)                                                                                   |
| Barres asymétriques         | Lu Li (CHN) | Tetyana Hutsu (EUN)                                                                                | Shannon Miller (USA)                                                                                    |
| Poutre                      | Tetyana Lysenko (EUN) | Lu Li (CHN) Shannon Miller (USA)                                                                   | - |
| Sol                         | Lavinia Miloșovici (ROU) | Henrietta Ónodi (HUN)                                                                              | Cristina Bontaș (ROU) Tetyana Hutsu (EUN) Shannon Miller (USA)                                          |

### Rythmique
| Épreuves   | Or                          | Argent                 | Bronze               |
| ---------- | --------------------------- | ---------------------- | -------------------- |
| Femmes     |                             |                        |                      |
| Individuel | Oleksandra Tymoshenko (EUN) | Carolina Pascual (ESP) | Oxana Skaldina (EUN) |

## Haltérophilie
| Épreuves         | Or                        | Argent                  | Bronze                      |
| ---------------- | ------------------------- | ----------------------- | --------------------------- |
| Hommes           |                           |                         |                             |
| Moins de 52 kg   | Ivan Ivanov (BUL)         | Lin Qisheng (CHN)       | Traian Cihărean (ROU)       |
| Moins de 56 kg   | Chun Byung-kwan (KOR)     | Liu Shoubin (CHN)       | Luo Jianming (CHN)          |
| Moins de 60 kg   | Naim Süleymanoğlu (TUR)   | Nikolaj Pešalov (BUL)   | He Yingqiang (CHN)          |
| Moins de 67,5 kg | Israel Militosian (EUN)   | Yoto Yotov (BUL)        | Andreas Behm (GER)          |
| Moins de 75 kg   | Fedor Kassapu (EUN)       | Pablo Lara (CUB)        | Kim Myong-nam (PRK)         |
| Moins de 82,5 kg | Pýrros Dímas (GRE)        | Krzysztof Siemion (POL) | non décernée                |
| Moins de 90 kg   | Akákios Kakiasvíli (EUN)  | Serguei Syrtsov (EUN)   | Sergiusz Wołczaniecki (POL) |
| Moins de 100 kg  | Victor Tregoubov (EUN)    | Tymur Taymazov (EUN)    | Waldemar Malak (POL)        |
| Moins de 110 kg  | Ronny Weller (GER)        | Artour Akoev (EUN)      | Stefan Botev (BUL)          |
| Plus de 110 kg   | Aleksandr Kurlovich (EUN) | Manfred Nerlinger (EUN) | Manfred Nerlinger (GER)     |

## Handball
| Épreuves         | Or | Argent | Bronze |
| ---------------- | --- | --- | --- |
| Tournoi masculin | Équipe unifiée de l'ex-URSS Andreï Barbachinski Sergueï Bebechko Talant Dujshebaev Iouri Gavrilov Valeri Gopine Oleg Grebnev Mikhaïl Iakimovitch Oleg Kisselev Vassili Koudinov Andreï Lavrov Igor Tchoumak Igor Vassiliev       | Suède Magnus Andersson Robert Andersson Anders Bäckegren Per Carlén Magnus Cato Erik Hajas Robert Hedin Patrik Liljestrand Ola Lindgren Mats Olsson Staffan Olsson Axel Sjöblad Tommy Souraniemi Tomas Svensson Pierre Thorsson Magnus Wislander | France Philippe Debureau Philippe Gardent Denis Lathoud Pascal Mahé Philippe Médard Gaël Monthurel Laurent Munier Frédéric Perez Thierry Perreux Éric Quintin Jackson Richardson Stéphane Stoecklin Jean-Luc Thiébaut Denis Tristant Frédéric Volle            |
| Tournoi féminin  | Corée du Sud Cha Jae-kyung Han Hyun-sook Han Sun-hee Hong Jeong-ho Lee Ho-youn Hwang Sun-hee Jang Ri-ra Kim Hwa-sook Lee Mi-young Lim O-kyeong Min Hye-sook Moon Hyang-ja Nam Eun-young Oh Seong-ok Park Jeong-lim Park Kap-sook | Norvège Hege Frøseth Tonje Sagstuen Hanne Hogness Heidi Sundal Susann Goksør Cathrine Svendsen Mona Dahle Siri Eftedal Henriette Henriksen Ingrid Steen Karin Pettersen Annette Skotvoll Kristine Duvholt Heidi Tjugum                           | Équipe unifiée de l'ex-URSS Elina Gousseva Svetlana Bogdanova Natalia Deriouguina Galina Onoprienko Tatiana Gorb Natalia Morskova Lioudmila Goudz Svetlana Priahina Natalia Anissimova Galina Borzenkova Tatiana Djandjgava Larissa Kisseliova Marina Bazanova |

## Hockey sur gazon
| Épreuves         | Or | Argent | Bronze |
| ---------------- | --- | --- | --- |
| Tournoi masculin | Allemagne Andreas Becker Christian Blunck Carsten Fischer Volker Fried Michael Hilgers Andreas Keller Michael Knauth Oliver Kurtz Christian Mayerhöfer Sven Meinhardt Michael Metz Klaus Michler Christopher Reitz Stefan Saliger Jan-Peter Tewes Stefan Tewes                | Australie John Bestall Warren Birmingham Lee Bodimeade Ashley Carey Gregory Corbitt Stephen Davies Damon Diletti Lachlan Dreher Lachlan Elmer Dean Evans Paul Lewis Graham Reid Jay Stacy David Wansbrough Ken Wark Michael York                                             | Pakistan Mansoor Ahmed Shahbaz Ahmed Shahid Ali Khan Saeed Anjum Asif Bajwa Khalid Bashir Hasan Farhat Wasim Feroz Mohammad Khalid Sr Muhammad Khawaja Ikhlaq Muhammad Qamar Muhammad Rana Mujahid Hussain Musaddaq Muhammad Shahbaz Tahir Zaman |
| Tournoi féminin  | Espagne María Carmen Barea Sonia Barrio Mercedes Coghen Celia Corres Natalia Dorado Nagore Gabellanes Marívi González Anna Maiques Silvia Manrique Elisabeth Maragall María Isabel Martínez Teresa Motos Nuria Olivé Virginia Ramírez María Ángeles Rodríguez Maider Tellería | Allemagne Britta Becker Tanja Dickenscheid Nadine Ernsting-Krienke Christine Ferneck Eva Hagenbäumer Franziska Hentschel Caren Jungjohann Katrin Kauschke Irina Kuhnt Heike Lätzsch Susanne Müller Tina Peters Simone Thomaschinski Bianca Weiß Anke Wild Susie Wollschläger | Grande-Bretagne Jill Atkins Lisa Bayliss Karen Brown Victoria Dixon Susan Fraser Wendy Fraser Kathryn Johnson Sandra Lister Jackie McWilliams Tammy Miller Helen Morgan Mary Nevill Mandy Nicholson Alison Ramsay Jane Sixsmith Joanne Thompson  |

## Judo
| Épreuves       | Or                            | Argent                     | Bronze                  |
| -------------- | ----------------------------- | -------------------------- | ----------------------- |
| Hommes         |                               |                            |                         |
| Moins de 60 kg | Nazim Hüseynov (EUN)          | Yoon Hyun (KOR)            | Tadanori Koshino (JPN)  |
| Moins de 60 kg | Nazim Hüseynov (EUN)          | Yoon Hyun (KOR)            | Richard Trautmann (GER) |
| Moins de 65 kg | Rogério Sampaio (BRA)         | József Csák (HUN)          | Israel Hernández (CUB)  |
| Moins de 65 kg | Rogério Sampaio (BRA)         | József Csák (HUN)          | Udo Quellmalz (GER)     |
| Moins de 71 kg | Toshihiko Koga (JPN)          | Bertalan Hajtós (HUN)      | Chung Hoon (KOR)        |
| Moins de 71 kg | Toshihiko Koga (JPN)          | Bertalan Hajtós (HUN)      | Shay-Oren Smadja (ISR)  |
| Moins de 78 kg | Hidehiko Yoshida (JPN)        | Jason Morris (USA)         | Bertrand Damaisin (FRA) |
| Moins de 78 kg | Hidehiko Yoshida (JPN)        | Jason Morris (USA)         | Kim Byung-joo (KOR)     |
| Moins de 86 kg | Waldemar Legień (POL)         | Pascal Tayot (FRA)         | Nicolas Gill (CAN)      |
| Moins de 86 kg | Waldemar Legień (POL)         | Pascal Tayot (FRA)         | Hirotaka Okada (JPN)    |
| Moins de 95 kg | Antal Kovács (HUN)            | Raymond Stevens (GBR)      | Theo Meijer (NED)       |
| Moins de 95 kg | Antal Kovács (HUN)            | Raymond Stevens (GBR)      | Dmitri Sergeyev (EUN)   |
| Plus de 95 kg  | David Khakhaleishvili (EUN)   | Naoya Ogawa (JPN)          | Imre Csősz (HUN)        |
| Plus de 95 kg  | David Khakhaleishvili (EUN)   | Naoya Ogawa (JPN)          | David Douillet (FRA)    |
| Femmes         |                               |                            |                         |
| Moins de 48 kg | Cécile Nowak (FRA)            | Ryōko Tani (JPN)           | Amarilis Savón (CUB)    |
| Moins de 48 kg | Cécile Nowak (FRA)            | Ryōko Tani (JPN)           | Hülya Şenyurt (TUR)     |
| Moins de 52 kg | Almudena Muñoz (ESP)          | Noriko Mizoguchi (JPN)     | Li Zhongyun (CHN)       |
| Moins de 52 kg | Almudena Muñoz (ESP)          | Noriko Mizoguchi (JPN)     | Sharon Rendle (GBR)     |
| Moins de 56 kg | Miriam Blasco Soto (ESP)      | Nicola Fairbrother (GBR)   | Driulis González (CUB)  |
| Moins de 56 kg | Miriam Blasco Soto (ESP)      | Nicola Fairbrother (GBR)   | Chiyori Tateno (JPN)    |
| Moins de 61 kg | Catherine Fleury-Vachon (FRA) | Yael Arad (ISR)            | Ielena Petrova (EUN)    |
| Moins de 61 kg | Catherine Fleury-Vachon (FRA) | Yael Arad (ISR)            | Zhang Di (CHN)          |
| Moins de 66 kg | Odalis Revé (CUB)             | Emanuela Pierantozzi (ITA) | Kate Howey (GBR)        |
| Moins de 66 kg | Odalis Revé (CUB)             | Emanuela Pierantozzi (ITA) | Heidi Rakels (BEL)      |
| Moins de 72 kg | Kim Mi-jung (KOR)             | Yōko Tanabe (JPN)          | Irene de Kok (NED)      |
| Moins de 72 kg | Kim Mi-jung (KOR)             | Yōko Tanabe (JPN)          | Laetitia Meignan (FRA)  |
| Plus de 72 kg  | Zhuang Xiaoyan (CHN)          | Estela Rodríguez (CUB)     | Natalina Lupino (FRA)   |
| Plus de 72 kg  | Zhuang Xiaoyan (CHN)          | Estela Rodríguez (CUB)     | Yoko Sakaue (JPN)       |

## Lutte

### Gréco-Romaine
| Épreuves        | Or                          | Argent                     | Bronze                        |
| --------------- | --------------------------- | -------------------------- | ----------------------------- |
| Hommes          |                             |                            |                               |
| Moins de 48 kg  | Oleh Kucherenko (EUN)       | Vincenzo Maenza (ITA)      | Wilber Sánchez (CUB)          |
| Moins de 52 kg  | Jon Rønningen (NOR)         | Alfred Ter-Mkrtchyan (EUN) | Min Kyung-kap (KOR)           |
| Moins de 57 kg  | An Han-bong (KOR)           | Rifat Yildiz (GER)         | Sheng Zetian (CHN)            |
| Moins de 62 kg  | Mehmet Âkif Pirim (TUR)     | Serguei Martynov (EUN)     | Juan Marén (CUB)              |
| Moins de 68 kg  | Attila Repka (HUN)          | Islam Dougoutchiev (EUN)   | Rodney Smith (USA)            |
| Moins de 74 kg  | Mnatsakan Iskandarian (EUN) | Józef Tracz (POL)          | Torbjörn Kornbakk (SWE)       |
| Moins de 82 kg  | Peter Farkas (HUN)          | Piotr Stepien (POL)        | Daoulet Tourlykhanov (EUN)    |
| Moins de 90 kg  | Maik Bullmann (GER)         | Hakkı Başar (TUR)          | Gogui Kogouachvili (EUN)      |
| Moins de 100 kg | Héctor Milián (CUB)         | Dennis Koslowski (USA)     | Serguei Demiachkievitch (EUN) |
| Plus de 100 kg  | Aleksandr Karelin (URS)     | Tomas Johansson (SWE)      | Ioan Grigoraș (ROU)           |

### Libre
| Épreuves        | Or                         | Argent                   | Bronze                     |
| --------------- | -------------------------- | ------------------------ | -------------------------- |
| Hommes          |                            |                          |                            |
| Moins de 48 kg  | Kim Il (PRK)               | Kim Jong-shin (KOR)      | Vüqar Orucov (EUN)         |
| Moins de 52 kg  | Li Hak-son (PRK)           | Zeke Jones (USA)         | Valentin Yordanov (BUL)    |
| Moins de 57 kg  | Alejandro Puerto (CUB)     | Siarhei Smal (EUN)       | Kim Yong-sik (PRK)         |
| Moins de 62 kg  | John Smith (USA)           | Askari Mohammadian (IRI) | Lázaro Reinoso (CUB)       |
| Moins de 68 kg  | Arsen Fadzaev (EUN)        | Valentin Getzov (BUL)    | Kosei Akaishi (JPN)        |
| Moins de 74 kg  | Park Jang-soon (KOR)       | Kenny Monday (USA)       | Amir Reza Khadem (IRI)     |
| Moins de 82 kg  | Kevin Jackson (USA)        | Elmadi Jabrailov (EUN)   | Rasul Khadem Azgadhi (IRI) |
| Moins de 90 kg  | Makharbek Khadartsev (EUN) | Kenan Şimşek (TUR)       | Christopher Campbell (USA) |
| Moins de 100 kg | Leri Khabelov (EUN)        | Heiko Balz (GER)         | Ali Kayalı (TUR)           |
| Moins de 130 kg | Bruce Baumgartner (USA)    | Jeffrey Thue (CAN)       | David Gobedjichvili (EUN)  |

## Natation
| Épreuves                    | Or | Argent | Bronze                                                                                                   |
| --------------------------- | --- | --- | --- |
| Hommes                      | | | |
| 50 m nage libre             | Aleksandr Popov (EUN) | Matt Biondi (USA) | Tom Jager (USA)                                                                                          |
| 100 m nage libre            | Aleksandr Popov (EUN) | Gustavo Borges (BRA) | Stéphan Caron (FRA)                                                                                      |
| 200 m nage libre            | Evgeniy Sadovyy (EUN) | Anders Holmertz (SWE) | Antti Kasvio (FIN)                                                                                       |
| 400 m nage libre            | Evgeniy Sadovyy (EUN) | Kieren Perkins (AUS) | Anders Holmertz (SWE)                                                                                    |
| 1 500 m nage libre          | Kieren Perkins (AUS) | Glen Housman (AUS) | Jörg Hoffmann (GER)                                                                                      |
| 100 m dos                   | Mark Tewksbury (CAN) | Jeffrey Rouse (USA) | David Berkoff (USA)                                                                                      |
| 200 m dos                   | Martín López-Zubero (ESP) | Vladimir Selkov (EUN) | Stefano Battistelli (ITA)                                                                                |
| 100 m brasse                | Nelson Diebel (USA) | Norbert Rózsa (HUN) | Phil Rogers (AUS)                                                                                        |
| 200 m brasse                | Mike Barrowman (USA) | Norbert Rózsa (HUN) | Nick Gillingham (GBR)                                                                                    |
| 100 m papillon              | Pablo Morales (USA) | Rafał Szukała (POL) | Anthony Nesty (SUR)                                                                                      |
| 200 m papillon              | Melvin Stewart (USA) | Danyon Loader (NZL) | Franck Esposito (FRA)                                                                                    |
| 200 m 4 nages               | Tamás Darnyi (HUN) | Gregory Burgess (USA) | Attila Czene (HUN)                                                                                       |
| 400 m 4 nages               | Tamás Darnyi (HUN) | Eric Namesnik (USA) | Luca Sacchi (ITA)                                                                                        |
| Relais 4 × 100 m nage libre | États-Unis Matt Biondi Joe Hudepohl Tom Jager Shaun Jordan Jon Olsen Joel Thomas                                                    | Équipe unifiée de l'ex-URSS Yuri Bashkatov Pavlo Khnykin Gennadiy Prigoda Aleksandr Popov Vladimir Pychnenko Veniamine Taïanovitch          | Allemagne Mark Pinger Dirk Richter Andreas Szigat Christian Tröger Steffen Zesner Bengt Zikarsky         |
| Relais 4 × 200 m nage libre | Équipe unifiée de l'ex-URSS Aleksey Kudryavtsev Dmitry Lepikov Yury Mukhin Vladimir Pychnenko Evgeniy Sadovyy Veniamine Taïanovitch | Suède Lars Frölander Anders Holmertz Christer Wallin Tommy Werner                                                                           | États-Unis Doug Gjertsen Joe Hudepohl Scott Jaffe Dan Jorgensen Jon Olsen Melvin Stewart                 |
| Relais 4 × 100 m 4 nages    | États-Unis Matt Biondi David Berkoff Hans Dersch Nelson Diebel Pablo Morales Jon Olsen Jeffrey Rouse Melvin Stewart                 | Équipe unifiée de l'ex-URSS Pavlo Khnykin Vladislav Kulikov Vassili Ivanov Aleksandr Popov Vladimir Pychnenko Vladimir Selkov Dmitri Volkov | Canada Stephen Clarke Jonathan Cleveland Marcel Gery Tom Ponting Mark Tewksbury                          |
| Femmes                      | | | |
| 50 m nage libre             | Yang Wenyi (CHN) | Zhuang Yong (CHN) | Angel Martino (USA)                                                                                      |
| 100 m nage libre            | Zhuang Yong (CHN) | Jenny Thompson (USA) | Franziska van Almsick (GER)                                                                              |
| 200 m nage libre            | Nicole Haislett (USA) | Franziska van Almsick (GER) | Kerstin Kielgass (GER)                                                                                   |
| 400 m nage libre            | Dagmar Hase (GER) | Janet Evans (USA) | Hayley Lewis (AUS)                                                                                       |
| 800 m nage libre            | Janet Evans (USA) | Hayley Lewis (AUS) | Jana Henke (GER)                                                                                         |
| 100 m dos                   | Krisztina Egerszegi (HUN) | Tünde Szabó (HUN) | Lea Loveless (USA)                                                                                       |
| 200 m dos                   | Krisztina Egerszegi (HUN) | Dagmar Hase (GER) | Nicole Livingstone (AUS)                                                                                 |
| 100 m brasse                | Yelena Rudkovskaya (EUN) | Anita Nall (USA) | Samantha Riley (AUS)                                                                                     |
| 200 m brasse                | Kyoko Iwasaki (JPN) | Lin Li (CHN) | Anita Nall (USA)                                                                                         |
| 100 m papillon              | Qian Hong (CHN) | Crissy Ahmann-Leighton (USA) | Catherine Plewinski (FRA)                                                                                |
| 200 m papillon              | Summer Sanders (USA) | Wang Xiaohong (CHN) | Susie O'Neill (FRA)                                                                                      |
| 200 m 4 nages               | Lin Li (CHN) | Summer Sanders (USA) | Daniela Hunger (GER)                                                                                     |
| 400 m 4 nages               | Krisztina Egerszegi (HUN) | Lin Li (CHN) | Summer Sanders (USA)                                                                                     |
| Relais 4 × 100 m nage libre | États-Unis Nicole Haislett Angel Martino Jenny Thompson Dara Torres                                                                 | Chine Le Jingyi Lu Bin Yang Wenyi Zhuang Yong                                                                                               | Allemagne Daniela Hunger Simone Osygus Manuela Stellmach Franziska van Almsick                           |
| Relais 4 × 100 m 4 nages    | États-Unis Crissy Ahmann-Leighton Lea Loveless Anita Nall Jenny Thompson                                                            | Allemagne Jana Dörries Dagmar Hase Daniela Hunger Franziska van Almsick                                                                     | Équipe unifiée de l'ex-URSS Olga Kirichenko Natalya Meshcheryakova Yelena Rudkovskaya Nina Zhivanevskaya |

## Natation synchronisée
| Épreuves   | Or                                                | Argent                             | Bronze                          |
| ---------- | ------------------------------------------------- | ---------------------------------- | ------------------------------- |
| Femmes     |                                                   |                                    |                                 |
| Individuel | Kristen Babb-Sprague (USA) Sylvie Fréchette (CAN) | -                                  | Fumiko Okuno (JPN)              |
| Duo        | États-Unis Karen Josephson Sarah Josephson        | Canada Penny Vilagos Vicky Vilagos | Japon Fumiko Okuno Aki Takayama |

## Pentathlon moderne
| Épreuves   | Or                                                              | Argent                                                                         | Bronze                                                   |
| ---------- | --------------------------------------------------------------- | ------------------------------------------------------------------------------ | -------------------------------------------------------- |
| Hommes     |                                                                 |                                                                                |                                                          |
| Individuel | Arkadiusz Skrzypaszek (POL)                                     | Attila Mizsér (HUN)                                                            | Eduard Zenovka (EUN)                                     |
| Par équipe | Pologne Maciej Czyżowicz Dariusz Goździak Arkadiusz Skrzypaszek | Équipe unifiée de l'ex-URSS Anatoly Starostin Dmitri Svatkovski Eduard Zenovka | Italie Roberto Bomprezzi Carlo Massullo Gianluca Tiberti |

## Plongeon
| Épreuves        | Or               | Argent                | Bronze                 |
| --------------- | ---------------- | --------------------- | ---------------------- |
| Hommes          |                  |                       |                        |
| Tremplin à 3 m  | Mark Lenzi (USA) | Tan Liangde (CHN)     | Dmitri Sautin (EUN)    |
| Haut-vol à 10 m | Sun Shuwei (CHN) | Scott Donie (USA)     | Xiong Ni (CHN)         |
| Femmes          |                  |                       |                        |
| Tremplin à 3 m  | Gao Min (CHN)    | Irina Lashko (EUN)    | Brita Baldus (GER)     |
| Haut-vol à 10 m | Fu Mingxia (CHN) | Elena Mirochina (EUN) | Mary Ellen Clark (USA) |

## Tennis
| Épreuves         | Or                                           | Argent                                            | Bronze                                                   |
| ---------------- | -------------------------------------------- | ------------------------------------------------- | -------------------------------------------------------- |
| Simple messieurs | Marc Rosset (SUI)                            | Jordi Arrese (ESP)                                | Andreï Cherkasov (EUN)                                   |
| Simple dames     | Jennifer Capriati (USA)                      | Steffi Graf (GER)                                 | Mary Joe Fernández (USA)                                 |
| Double messieurs | Allemagne Boris Becker Michael Stich         | Afrique du Sud Wayne Ferreira Piet Norval         | Croatie Goran Ivanišević Goran Prpić                     |
| Double dames     | États-Unis Gigi Fernández Mary Joe Fernández | Espagne Conchita Martínez Arantxa Sánchez Vicario | Équipe unifiée de l'ex-URSS Leila Meskhi Natasha Zvereva |

## Tennis de table
| Épreuves         | Or                          | Argent                                 | Bronze                                    |
| ---------------- | --------------------------- | -------------------------------------- | ----------------------------------------- |
| Simple messieurs | Jan-Ove Waldner (SWE)       | Jean-Philippe Gatien (FRA)             | Kim Taek-soo (KOR)                        |
| Simple messieurs | Jan-Ove Waldner (SWE)       | Jean-Philippe Gatien (FRA)             | Ma Wenge (CHN)                            |
| Simple dames     | Deng Yaping (CHN)           | Qiao Hong (CHN)                        | Hyun Jung-hwa (KOR)                       |
| Simple dames     | Deng Yaping (CHN)           | Qiao Hong (CHN)                        | Li Bun-hui (PRK)                          |
| Double messieurs | Chine Lü Lin Wang Tao       | Allemagne Steffen Fetzner Jörg Roßkopf | Corée du Sud Kang Hee-chan Lee Chul-seung |
| Double messieurs | Chine Lü Lin Wang Tao       | Allemagne Steffen Fetzner Jörg Roßkopf | Corée du Sud Kim Taek-soo Yoo Nam-kyu     |
| Double dames     | Chine Deng Yaping Qiao Hong | Chine Chen Zihe Gao Jun                | Corée du Nord Li Bun-hui Yu Sun-bok       |
| Double dames     | Chine Deng Yaping Qiao Hong | Chine Chen Zihe Gao Jun                | Corée du Sud Hyun Jung-hwa Hong Cha-ok    |

## Tir
| Épreuves                     | Or                        | Argent                  | Bronze                        |
| ---------------------------- | ------------------------- | ----------------------- | ----------------------------- |
| Hommes                       |                           |                         |                               |
| Carabine à 10 m air comprimé | Yuri Fedkin (EUN)         | Franck Badiou (FRA)     | Johann Riederer (GER)         |
| Carabine 50 m 3 positions    | Hrachya Petikyan (EUN)    | Robert Foth (USA)       | Ryohei Koba (JPN)             |
| Carabine à 50 m tir couché   | Lee Eun-chul (KOR)        | Harald Stenvaag (NOR)   | Stevan Pletikosić (IOP)       |
| Cible mouvante à 10 m        | Michael Jakosits (GER)    | Anatoli Asrabayev (EUN) | Luboš Račanský (TCH)          |
| Pistolet à 10 m air comprimé | Wang Yifu (CHN)           | Sergei Piyianov (EUN)   | Sorin Babii (ROU)             |
| Pistolet à 25 m tir rapide   | Ralf Schumann (URS)       | Afanasijs Kuzmins (LAT) | Vladimir Vokhmianin (EUN)     |
| Pistolet à 50 m              | Konstantin Lukashik (EUN) | Wang Yifu (CHN)         | Ragnar Skanåker (SWE)         |
| Femmes                       |                           |                         |                               |
| Carabine à 10 m air comprimé | Yeo Kab-soon (KOR)        | Vesela Lecheva (BUL)    | Aranka Binder (IOP)           |
| Carabine 50 m 3 positions    | Launi Meili (USA)         | Nonka Matova (BUL)      | Małgorzata Książkiewicz (POL) |
| Pistolet à 10 m air comprimé | Marina Logvinenko (EUN)   | Jasna Šekarić (IOP)     | Maria Grozdeva (BUL)          |
| Pistolet à 25 m              | Marina Logvinenko (EUN)   | Li Duihong (CHN)        | Munkhbayar Dorjsuren (MGL)    |
| Mixte                        |                           |                         |                               |
| Fosse olympique              | Petr Hrdlička (TCH)       | Kazumi Watanabe (JPN)   | Marco Venturini (ITA)         |
| Skeet                        | Zhang Shan (CHN)          | Juan Jorge Giha (PER)   | Bruno Rossetti (ITA)          |

## Tir à l'arc
| Épreuves    | Or                                                      | Argent                                             | Bronze                                                                           |
| ----------- | ------------------------------------------------------- | -------------------------------------------------- | -------------------------------------------------------------------------------- |
| Hommes      |                                                         |                                                    |                                                                                  |
| Individuel  | Sébastien Flute (FRA)                                   | Chung Jae-hun (KOR)                                | Simon Terry (GBR)                                                                |
| Par équipes | Espagne Juan Holgado Alfonso Menéndez Antonio Vázquez   | Finlande Ismo Falck Jari Lipponen Tomi Poikolainen | Grande-Bretagne Steven Hallard Richard Priestman Simon Terry                     |
| Femmes      |                                                         |                                                    |                                                                                  |
| Individuel  | Cho Youn-jeong (KOR)                                    | Kim Soo-nyung (KOR)                                | Natalia Valeeva (EUN)                                                            |
| Par équipes | Corée du Sud Cho Youn-jeong Kim Soo-nyung Lee Eun-kyung | Chine Ma Xiangjun Wang Hong Wang Xiaozhu           | Équipe unifiée de l'ex-URSS Lioudmila Arzjannikova Khatuna Lorig Natalia Valeeva |

## Voile
| Épreuves        | Or                                             | Argent                                            | Bronze                                                       |
| --------------- | ---------------------------------------------- | ------------------------------------------------- | ------------------------------------------------------------ |
| Hommes          |                                                |                                                   |                                                              |
| 470             | Espagne Jordi Calafat Francisco Sánchez Luna   | États-Unis Kevin Burnham Morgan Reeser            | Estonie Tõnu Tõniste Toomas Tõniste                          |
| Finn            | José van der Ploeg (ESP)                       | Brian Ledbetter (USA)                             | Craig Monk (NZL)                                             |
| Lechner         | Franck David (FRA)                             | Michael Gebhardt (USA)                            | Lars Kleppich (AUS)                                          |
| Femmes          |                                                |                                                   |                                                              |
| 470             | Espagne Patricia Guerra Theresa Zabell         | Nouvelle-Zélande Leslie Egnot Jan Shearer         | États-Unis Pamela Healy J. J. Isler                          |
| Europe          | Linda Cerup-Simonsen (NOR)                     | Natalia Vía Dufresne (ESP)                        | Julia Trotman (USA)                                          |
| Lechner         | Barbara Kendall (NZL)                          | Zhang Xiaodong (CHN)                              | Dorien de Vries (NED)                                        |
| Mixte           |                                                |                                                   |                                                              |
| Flying Dutchman | Espagne Luis Doreste Domingo Manrique          | États-Unis Stephen Bourdow Paul Foerster          | Danemark Jens Bojsen-Møller Jørgen Bojsen-Møller             |
| Soling          | Danemark Jesper Bank Steen Secher Jesper Seier | États-Unis James Brady Douglas Kern Kevin Mahaney | Grande-Bretagne Robert Cruikshank Lawrie Smith Ossie Stewart |
| Star            | États-Unis Harold Haenel Mark Reynolds         | Nouvelle-Zélande Donald Cowie Rod Davis           | Canada Eric Jespersen David Ross MacDonald                   |
| Tornado         | France Nicolas Hénard Yves Loday               | États-Unis Keith Notary Randy Smyth               | Australie Mitch Booth John Forbes                            |

## Volley-ball
| Épreuves         | Or | Argent | Bronze |
| ---------------- | --- | --- | --- |
| Tournoi masculin | Brésil Antônio Carlos Gouveia Janelson Carvalho Douglas Chiarotti Jorge Edson Brito André Felipe Ferreira Giovane Gávio Mauricio Lima Marcelo Negrão Talmo Oliveira Paulão Amauri Ribeiro Alexandre Samuel | Pays-Bas Edwin Benne Peter Blangé Ron Boudrie Henk-Jan Held Martin van der Horst Marko Klok Olof van der Meulen Jan Posthuma Avital Selinger Martin Teffer Ronald Zoodsma Ron Zwerver                                                               | États-Unis Nick Becker Carlos Briceno Bob Ctvrtlik Scott Fortune Dan Greenbaum Brent Hilliard Bryan Ivie Douglas Partie Bob Samuelson Eric Sato Jeff Stork Steve Timmons        |
| Tournoi féminin  | Cuba Regla Bell Mercedes Calderón Magaly Carvajal Marlenis Costa Idalmis Gato Lilia Izquierdo Norka Latamblet Mireya Luis Tania Ortiz Raisa O'Farrill Regla Torres                                         | Équipe unifiée de l'ex-URSS Ievguenia Artamonova Svetlana Korytova Galina Lebedeva Tatiana Menchova Natalia Morozova Marina Nikoulina Valentina Ogiyenko Tatiana Sidorenko Irina Smirnova Yelena Tcheboukina Ielena Tiourina Svetlana Vassilevskaïa | États-Unis Janet Cobbs Tara Cross-Battle Lori Endicott Caren Kemner Ruth Lawanson Tammy Liley Elaina Oden Kimberley Oden Teee Sanders Liane Sato Paula Weishoff Yoko Zetterlund |

## Water-polo
| Épreuves         | Or | Argent | Bronze |
| ---------------- | --- | --- | --- |
| Tournoi masculin | Italie Francesco Attolico Gianni Averaimo Alessandro Bovo Paolo Caldarella Alessandro Campagna Marco D'Altrui Massimiliano Ferretti Mario Fiorillo Ferdinando Gandolfi Amedeo Pomilio Francesco Porzio Giuseppe Porzio Carlo Silipo | Espagne Daniel Ballart Manuel Estiarte Pedro García Aguado Salvador Gómez Marco Antonio González Rubén Michavila Miki Oca Sergi Pedrerol Josep Picó Jesús Rollán Ricardo Sánchez Jordi Sans Manuel Silvestre | Équipe unifiée de l'ex-URSS Dmitriy Apanasenko Andrey Belofastov Aleksandr Chigir Dmitriy Gorshkov Vladimir Karabutov Aleksandr Kolotov Andriy Kovalenko Nikolay Kozlov Serghei Marcoci Sergey Naumov Aleksandr Ogorodnikov Evgeniy Sharonov Aleksey Vdovin |

## Athlètes les plus médaillés
| Athlète            | Pays                        | Sport                  | Médaille d'or, Jeux olympiques | Médaille d'argent, Jeux olympiques | Médaille de bronze, Jeux olympiques | Total |
| Vitaly Scherbo     | Équipe unifiée de l'ex-URSS | Gymnastique artistique | 6                              | 0                                  | 0                                   | 6     |
| Evgeniy Sadovyy    | Équipe unifiée de l'ex-URSS | Natation               | 3                              | 0                                  | 0                                   | 3     |
| Aleksandr Popov    | Équipe unifiée de l'ex-URSS | Natation               | 2                              | 2                                  | 0                                   | 4     |
| Tetyana Hutsu      | Équipe unifiée de l'ex-URSS | Gymnastique artistique | 2                              | 1                                  | 1                                   | 4     |
| Lavinia Miloșovici | Roumanie                    | Gymnastique artistique | 2                              | 1                                  | 1                                   | 4     |
| Matt Biondi        | États-Unis                  | Natation               | 2                              | 1                                  | 0                                   | 3     |
| Jenny Thompson     | États-Unis                  | Natation               | 2                              | 1                                  | 0                                   | 3     |
| Gwen Torrence      | États-Unis                  | Athlétisme             | 2                              | 1                                  | 0                                   | 3     |
| Tetyana Lysenko    | Équipe unifiée de l'ex-URSS | Gymnastique artistique | 2                              | 0                                  | 1                                   | 3     |
| Jon Olsen          | États-Unis                  | Natation               | 2                              | 0                                  | 1                                   | 3     |
| Hryhoriy Misyutin  | Équipe unifiée de l'ex-URSS | Gymnastique artistique | 1                              | 4                                  | 0                                   | 5     |
| Lin Li             | Chine                       | Natation               | 1                              | 2                                  | 0                                   | 3     |
| Zhuang Yong        | Chine                       | Natation               | 1                              | 2                                  | 0                                   | 3     |
| Rita Kőbán         | Hongrie                     | Canoë-kayak            | 1                              | 1                                  | 1                                   | 3     |
| Li Xiaoshuang      | Chine                       | Gymnastique artistique | 1                              | 1                                  | 1                                   | 3     |
| Li Jing            | Chine                       | Gymnastique artistique | 0                              | 3                                  | 0                                   | 3     |
| Shannon Miller     | États-Unis                  | Gymnastique artistique | 0                              | 2                                  | 3                                   | 5     |